# Más enamorada con banda
Más enamorada con banda es el vigésimo quinto álbum de estudio de la actriz y cantante mexicana Lucero, lanzado el 11 de mayo de 2018 por la compañía discográfica "Fonovisa" con permiso y en colaboración con el sello Universal Music Latino. Es el segundo álbum de la cantante con canciones del género de banda silanoense, y una especie de continuación de su álbum anterior el cual también fue producido por su amigo y productor Luciano Luna.
Más enamorada con banda representa la intención de Lucero de seguir invirtiendo fuertemente en la música de la banda, después del éxito logrado por su álbum anterior obteniendo la certificación de disco de oro en México, y además, que la misma Lucero considera que el género de la banda sinaloense es más popular que el propio mariachi en México.

"Así es, grabar con banda no es algo, que digas qué bárbaro, nunca había conocido esto; creo que después de haber grabado muchos años con mariachi es como adaptarte a otro género regional mexicano, como es la banda, la cual se ha vuelto mucho más popular, más presente en diferentes púbicos, por eso creo que es como redescubrir una parte del regional mexicano".
Lucero

A diferencia de "Enamorada con banda", en la que solo se grabó temas que fueron éxito anteriormente con otros artistas, este nuevo álbum incluye canciones originales nunca antes cantados, en cuanto a la reedición de algunas canciones exitosas, son temas que ya han cantando artistas como Carlos Rivera, Horacio Palencia, Joan Sebastian y Juan Gabriel.

## Antecedentes
Desde el lanzamiento de su álbum "Enamorada con banda" tuvo un éxito inesperado de ventas y promoción, durante el año 2017, Lucero estuvo presentándose en diversos escenarios tanto al interior de la República Mexicana como de Estados Unidos, presentaciones en programas de televisión y entrevistas, logrando grandes ventas con su álbum. En julio del mismo año, en paralelo a la promoción de su primer álbum con banda, Lucero también grabó y promocionó por toda Sudamérica el álbum "Brasileira" en idioma portugués, especialmente para Brasil, donde tuvo un gran éxito debido a su participación en la telenovela "Carinha de Anjo".
En octubre de 2017, Lucero es reconocida con algunos premios por su primer material con banda, obtuvo el premio "Solista femenina del año" por el canal Bandamax y presentándose en los "Furia Musical Fest 2017".
En enero de 2018, se difundió la noticia de la grabación de un nuevo álbum dentro del género banda el cuál, Lucero ya estaba grabando, y además, anuncia un concierto en el Auditorio Nacional en la Ciudad de México para el mes de julio
Mientras Lucero grababa las canciones de su nuevo material discográfico, el 30 de enero aprovecho el estudio de grabación para colaborar en un dueto con el Grupo Palomo para realizar la canción "No me conoces aún", y el vídeo promocional, el cual se editaría para el próximo material discográfico del grupo. Tema con el cual estuvieron varias semanas dentro de las listas de éxito de la revista Billboard.

## Realización y promoción
El proceso de grabación de CD comenzó el 22 de enero y finalizó el 1 de febrero de 2018 y tuvo lugar en el Estudio 19, ubicado en la Ciudad de México. El 7 de febrero, convocó a la prensa para la presentación de las canciones de su nuevo álbum, indicando que se titularía "Más enamorada con banda" en el Centro Cultural Roberto Cantoral interpretando la mayoría de los temas que pertenecen al álbum, además grabó el DVD que acompañaría al álbum en el Centro Cultural Roberto Cantoral, en la Ciudad de México, respondiendo algunas preguntas para la prensa.
El 16 de febrero se estrena la canción "Necesitaría" como el primer sencillo a promocionar del álbum en descarga digital y airplay, el videoclip se estrenó el 8 de marzo a través del canal oficial VEVO del artista en la plataforma YouTube. A partir de entonces, la canción comienza a sonar fuertemente en difusoras de radio y medio digitales.  El 18 de febrero, Lucero interpretó por primera vez esta canción en vivo en la ceremonia "Premios TVyNovelas" y recibiendo una gran ovación por el público.
El 21 de marzo, se lanzó la portada del álbum a través del portal de ventas "Amazon" y se comenzó su preventa. "Ven devórame otra vez" fue lanzado como segundo sencillo el 29 de abril compartiendo el vídeo musical en su canal de vídeos.  Como promoción previa al estreno del álbum, durante el mes de abril e inicios de mayo, Lucero se presenta en diferentes programas de televisión, entrevistas para radio y revistas de circulación nacional, como el programa "Hoy", "Al aire con Paola", "Hola TV", "SBT", "Furia Musical", "Soy Grupero", "Shooping", "Pequeños Gigantes" entre otros. El 26 de abril de 2018 se estrena el tema "Aquella noche" como su tercer sencillo a promocionar.
El 9 de mayo, Lucero junto a Universal Music, realizaron una conferencia de prensa a los medios  para el lanzamiento del álbum. El 11 de mayo, "Más enamorada con Banda" inicio oficialmente su distribución y ventas en versión física y digital; el mismo día de su lanzamiento, los videoclips de las canciones restantes del álbum fueron lanzados en el canal VEVO de Lucero. Como parte de la promoción del álbum, una vez que está para venta, Lucero se reunió con los fanáticos realizando firmas de autógrafos para su nuevo álbum en los meses de mayo y junio, "Mixup", "Sanborns", "Liverpool" entre otros.
Se lanzaron cuatro sencillos del álbum: "Necesitaría", "Ven devórame otra vez", "Aquella noche" y "Un corazón enamorado".
El 6 de julio de 2018, Lucero se presenta en el Auditorio Nacional en Ciudad de México, con un lleno total y conquistando al público mexicano presente, durante la presentación la cantante hizo un recorrido a través de sus éxitos pop de antaño, luego acompañada de mariachi para interpretar algunos temas de música vernácula y para terminar la acompañó la Banda La Tocadora para interpretar sus últimos éxitos de este género.
Durante los meses de julio, agosto y septiembre, Lucero se presentó en diferentes foros en el interior de la República Mexicana, como Puebla, Zacatecas, Guadalajara y Monterrey.

## Lista de canciones
| Más enamorada con banda |                              |                                        |          |  |
| N.º                     | Título                       | Escritor(es)                           | Duración |  |
| 1.                      | «Necesitaría»                | Ernesto Martínez, María I., Herbert Z. | 3:19     |  |
| 2.                      | «Y ahora te vas»             | Marco Antonio Solís                    | 3:29     |  |
| 3.                      | «Un corazón enamorado»       | Luciano Luna                           | 3:06     |  |
| 4.                      | «Secreto de amor»            | José Manuel Figueroa                   | 3:35     |  |
| 5.                      | «Aquella noche»              | Isabel del Carmen Armenta Ortíz        | 3:08     |  |
| 6.                      | «Ven devórame otra vez»      | Palmer Hernández                       | 3:11     |  |
| 7.                      | «A pesar de todo»            | Carlos Rivera, Horacio Palencia        | 3:14     |  |
| 8.                      | «Quédate conmigo esta noche» | Juan Gabriel                           | 3:20     |  |
| 9.                      | «Me gustaría»                | Luciano Luna                           | 2:30     |  |
| 10.                     | «Diséñame»                   | Joan Sebastian                         | 2:38     |  |
| 11.                     | «Será porque te amo»         | Ricchi e Poveri                        | 2:48     |  |
| 12.                     | «Si quieres ser mi amante»   | Camilo Sesto                           | 3:04     |  |
| 13.                     | «Morenita de ojos buenos»    | Luna                                   | 3:16     |  |
| 40:44                   |                              |                                        |          |  |